# Maurice Baumer

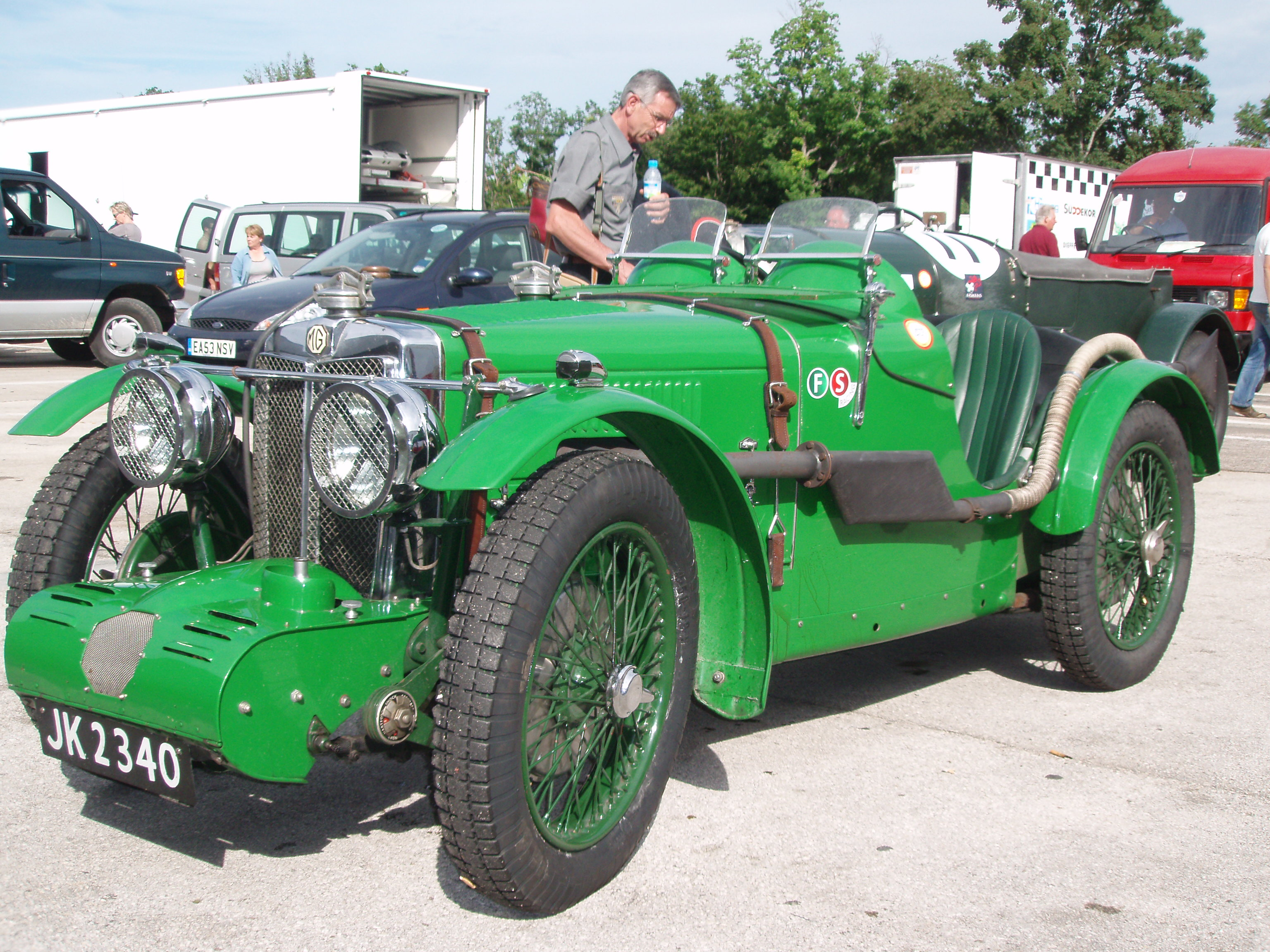
Der von Maurice Baumer beim 24-Stunden-Rennen von Le Mans 1933 gefahrene MG C-Type 4C Midget

Maurice Henry Baumer (* 17. November 1900 in Eastry; † 20. Juni 1975 in Bourne End) war ein britischer Autorennfahrer.

## Karriere als Rennfahrer
Maurice Baumer war in den 1930er-Jahren im Sportwagensport aktiv. Er startete bei Rennen auf der Bahn von Brooklands, fuhr die RAC Tourist Trophy und nahm viermal beim 24-Stunden-Rennen von Le Mans teil. Seine beste Platzierung bei diesem 24-Stunden-Rennen war der sechste Gesamtrang 1933. Mit seinem Teampartner John Ludovic Ford erreichte er dabei im MG C-Type 4C Midget den Sieg in der Rennklasse bis 0,75 Liter Hubraum.

## Statistik

### Le-Mans-Ergebnisse
| Jahr | Team              | Fahrzeug            | Teamkollege       | Platzierung            | Ausfallgrund     |
| ---- | ----------------- | ------------------- | ----------------- | ---------------------- | ---------------- |
| 1932 | John Ludovic Ford | Alta Sports         | John Ludovic Ford | Ausfall                | Kupplungsschaden |
| 1933 | John Ludovic Ford | MG C-Type 4C Midget | John Ludovic Ford | Rang 6 und Klassensieg |                  |
| 1934 | John Ludovic Ford | MG K3               | John Ludovic Ford | Ausfall                | Unfall           |
| 1935 | John Ludovic Ford | MG Magnette K3      | John Ludovic Ford | Ausfall                | Kolbenschaden    |